# Антоніо Кабальєро-і-Ґонґора
Антоніо Паскуаль де Сан-Педро де Алькантара Кабальєро-і-Ґонґора (ісп. Antonio Pascual de San Pedro de Alcántara Caballero y Góngora; 24 травня 1723 — 24 березня 1796) — іспанський католицький священик і колоніальний чиновник, віце-король Нової Гранади від 1782 до 1789 року.

## Біографія
Народився в шляхетній родині в Кордові. Вивчав теологію у Гранаді, здобувши диплом 1744 року. 19 вересня 1750 року був висвячений у сан священика.
Був високоосвіченою людиною, захоплювався мистецтвом, збирав картини Веласкеса, Рубенса, Тіціана тощо, а його бібліотека містила найсучасніші роботи з усіх галузей знань. Окрім того, він захоплювався нумізматикою.
1775 року отримав сан єпископа Меріди в штаті Юкатан (колоніальна Мексика). Вже за два роки Антоніо Кабальєро став архієпископом Санта-Фе-де-Боготи у віце-королівстві Нова Гранада, але прибув туди лише на початку весни 1778 року. В Боготі новий архієпископ доклав значних зусиль для придушення повстання комун ерос, за що король зробив його кавалером ордена Карлоса III й віце-королем Нової Гранади.
На посту віце-короля Кабальєро відрізу ж впровадив амністію, оголошену королем, таким чином розраховуючи зміцнити свої позиції серед місцевого населення. Він збільшив і вдосконалив колоніальну армію, відрядив францисканців до провінцій, які були зруйновані під час повстання. Також він умовив корону скасувати реформу, відповідно до якої в Боготі були створені інтендансії, в результаті чого Нова Гранада стала єдиною іспанською колонією без таких органів.
Його реформи мали велике значення. Кабальєро вдалось стимулювати зростання економіки та промисловості, він підтримував митців і Королівську ботанічну експедицію 1783 року на чолі з Хосе Селестіно Мутісом. 1782 й 1783 року віце-король був змушений протистояти епідеміям віспи. У жовтні 1784 року Антоніо Кабальєро не надто вдало намагався придушити повстання корінних жителів у провінції Дар'єн. За його врядування було засновано нові місії в Касанаре й Сан-Мартіні.
1787 року подав клопотання про звільнення його з посади віце-короля, й король задовольнив його того ж року. 1788 року Кабальєро отримав кафедру в Кордобі, відпливши до Іспанії в квітні 1789. На батьківщині заснував Школу витончених мистецтв і подарував місту свою колекцію. Помер у Кордобі 1796 року.